# Bajta
Bajta (arab.  بيتا, w tłumaczeniu Dom) – miasto palestyńskie w muhafazie Nablus w północnym Zachodnim Brzegu, położone 13 kilometrów na północny wschód od Nablusu. Według Palestyńskiego Centralnego Biura Statystycznego w 2016 liczyło 11 017 mieszkańców. Składa się z pięciu klanów, które obejmują trzydzieści rodzin. Posiada wiele domów i więzień sięgających czasów rzymskich. Obecnym burmistrzem, który został wybrany w 2004 roku, jest Arab asz-Szurafa.
W 1952 roku Bajta otworzyła szkołę podstawową (przedtem, w większości nauka odbywała się w meczetach), która służyła miastu i okolicznym wioskom. W 1954 roku powstała szkoła podstawowa tylko dla dziewcząt i od tego czasu cztery inne szkoły zostały zbudowane, w tym dwie szkoły średnie. Miasto posiada cztery meczety i trzy szpitale.